# Nadya Sementsova
Nadya Sementsova est une lutteuse azerbaïdjanaise née le 2 novembre 1985.

## Palmarès

### Golden Grand Prix
- Médaille d'or en lutte libre dans la catégorie des moins de 67 kg en 2012

### Championnats d'Europe
- Médaille de bronze en lutte libre dans la catégorie des moins de 67 kg en 2012 à Belgrade, (Serbie)
- Médaille d'or en lutte libre dans la catégorie des moins de 67 kg en 2011
- Médaille d'or en lutte libre dans la catégorie des moins de 67 kg en 2012